# Padre (Fullmetal Alchemist)
Il Padre (お父様?, Otō-sama) è il principale antagonista della serie manga e anime Fullmetal Alchemist, scritto e disegnato dalla mangaka Hiromu Arakawa. Non compare mai nella prima serie animata, dove viene invece sostituito da Dante.

## Introduzione
È il primo homunculus e quello da cui sono nati gli altri sette, generati dai suoi "peccati capitali", i quali si rivolgono a lui come il "Padre". Nell'aspetto è pressoché identico ad Hohenheim, tranne per quanto riguarda il carattere, che è freddo, calcolatore e estremamente superbo, e alcuni dettagli fisici: il Padre ha i capelli e la barba di un colore più chiaro e presenta più rughe, sia sulla fronte (ciò deriva dal fatto di avervi incastonato un terzo occhio, dal quale "piange" la pietra filosofale ogni volta che lo desidera) che sul resto del viso, probabilmente per l'uso prolungato e intensivo della pietra filosofale nel corso dei secoli. È riuscito ad ottenere i connotati di Hohenheim a seguito della trasmutazione di Xerses. I fratelli Elric, quando lo incontrano per la prima volta, lo chiamano ironicamente "Barbetta", dal momento che ignorano il suo vero nome, mentre Hoenheim lo chiama semplicemente "Homunculus".
È il principale antagonista della storia e per il suo scopo gli sono assolutamente indispensabili i fratelli Elric e altri "sacrifici umani". Inoltre, la fondazione stessa di Amestris e la sua espansione negli ultimi 400 anni rientrano nel disegno finale del Padre. Nel corso dei secoli ha provocato numerose guerre al fine di far assumere alla nazione la forma di un immenso cerchio alchemico da attivare, per il raggiungimento del suo obiettivo, nel "giorno che deve arrivare".
La sua creazione degli homunculus ha come scopo il separarsi dai propri peccati in modo da raggiungere la perfezione, ma più volte nel corso della storia dimostra che, nonostante abbia creato gli homunculus che personificano le sue imperfezioni umane, in realtà è ancora in possesso dei suoi sette peccati capitali: considera gli umani alla pari delle formiche (superbia), brama il potere assoluto e una volta ottenuto prova piacere nel possederlo (avarizia e lussuria), ha creato gli homunculus, da lui chiamati suoi figli, anche perché desidera una famiglia come gli esseri umani (invidia), divora continuamente e senza controllo le anime altrui (gola), lascia fare agli altri il lavoro pesante (accidia), e si infuria se qualcuno, in particolare Van Hohenheim, gli si oppone (ira).
Sin dalla sua prima apparizione si dimostra un essere privo di qualsiasi qualità redentrice. È malvagio, spietato, indifferente e ipocrita. Per quattro secoli ha causato morte e distruzione solo per i propri scopi. E per sua stessa ammissione, tali scopi sono il conoscere tutto il mondo e di diventare un essere perfetto, per ottenere il potere e la conoscenza assoluti e per non essere più vincolato da niente e da nessuno. Il tutto evidenzia la sua totale mancanza di autocritica, dato che ha sempre considerato gli umani con indifferenza pur avendo ottenuto il potere rubando le loro anime. Nemmeno quando la Verità lo punisce per i suoi peccati Padre capisce cos'ha sbagliato e perché viene punito.

## Storia (manga e anime 2009)
Il Padre venne creato in un lontano passato da un alchimista nella città desertica di Xerses tramite il sangue di un suo giovane schiavo. Impossibilitato ad uscire dall'ampolla, strinse amicizia con lo schiavo, che battezzò Van Hohenheim e a cui insegnò dei rudimenti di istruzione, così quando il padrone scopre le sue capacità, fa diventare il giovane suo assistente liberandolo dalla sua condizione di schiavitù. L'homonculus in seguito promette al re di Xerses che lo avrebbe reso immortale proprio con l'aiuto di Hohenheim e dell'arte gli aveva insegnato. Tuttavia la creatura ha ben altri progetti: infatti, nel giorno stabilito per la trasmutazione che ufficialmente renderà il re immortale, egli sacrifica l'intera città allo scopo di ottenere un corpo umano, la pietra filosofale e l'immortalità, oltre ovviamente alla possibilità di utilizzare l'alchimia. Così facendo, nel giro di una notte non rimane in vita nessuno a Xerses, all'infuori del Padre, che ha ottenuto un corpo identico a quello di Hohenheim, e l'inconsapevole complice.
Nella storia presente il Padre compare per la prima volta dopo che l'homunculus King Bradley riesce a catturare Greed riportandolo dal Padre che, non riuscendo a scendere a patti con lui, lo fonde riprendendo dentro di sé l'avarizia contenuta nella pietra filosofale. Successivamente viene raggiunto dai fratelli Elric nel covo degli homunculus, ingaggia battaglia con i due ragazzi. Dà subito dimostrazione dei suoi poteri impedendo loro di usare l'alchimia e trasformando il loro alleato Ling nel nuovo Greed. Poco dopo sopraggiunge anche Scar, che a sua volta si dimostrerà impotente contro il capo degli uomini artificiali, ed è costretto come i due fratelli Elric alla fuga. Fa la sua prima comparsa in pubblico in occasione dell'attentato a King Bradley. Infatti, mentre gli alti ranghi dell'esercito sono nell'indecisione e nel panico totale per la possibile morte del Comandante Supremo, il Padre, insieme a Sloth, si siede nella sala conferenze principale, affermando che la situazione è sotto il suo controllo.
In seguito Hohenheim lo raggiunge nei sotterranei di Central City e scopre che si è privato dei sette peccati capitali (che nella giusta dose sono le emozioni che rendono umani) perché non vuole essere un umano, ma una creatura perfetta. Al termine di un combattimento, il Padre riesce quindi a colpirlo e ad assorbire energia dalla sua pietra filosofale: le anime in essa contenute entrano in lui per distruggere il suo “contenitore” e aiutare Hohenheim che col tempo, ha imparato a comunicare con tutte loro. Il corpo del Padre viene quindi danneggiato da aculei che escono dal suo interno, e un'ombra nera e umanoide coperta da occhi e bocche esce da esso per poi mangiarlo, in quanto è ora in grado di vivere senza un contenitore.
Successivamente il Padre si trova con tutti i "sacrifici umani" (Edward Elric, Alphonse Elric, Izumi Curtis, Roy Mustang e Van Hohenheim) e Pride nella sua stanza, ed è allora che rivela il suo vero piano: attivare il grande cerchio alchemico che scorre su tutto Amestris e trasformare tutti i suoi abitanti in una grande pietra filosofale, proprio come successo a Xerxes, grazie alla quale potrà trascinare sulla terra ed "ingoiare" dio (la Verità), assumendo un nuovo aspetto: ora infatti ha un corpo giovane e forte, e a detta di lui, è ormai invincibile.
Subisce immediatamente la controffensiva di Hohenheim che gli fa perdere le anime assorbite (le quali tornano nei rispettivi corpi) grazie ad un cerchio alchemico inverso formato da cinque punti (piccoli frammenti di pietra filosofale depositati da Hohenheim stesso negli anni) ed un cerchio (l'ombra della luna in eclissi) e, attaccato ripetutamente dai protagonisti, consuma anche la pietra che aveva in principio (quella degli abitanti di Xerxes), arrivando così al punto di non riuscire più a contenere la Verità. Costretto a cercare un'altra pietra, assorbe Greed dal corpo di Ling, ma l'homunculus si ribella al padre trasformando il suo corpo in fragilissima grafite. Viene alla fine sconfitto da Edward, il quale, colpendolo un'ultima volta, gli fa perdere anche le anime appena ottenute da Greed facendolo così sparire.
Tornato alla sua forma originale si ritrova di fronte al proprio portale e, furioso, chiede alla "Verità" perché non è voluta diventare sua. Questa gli risponde che l'aver ottenuto i poteri rubando l'energia agli altri non lo ha mai reso un essere superiore e lui fin dall'inizio si sarebbe dovuto accontentare di ciò che aveva. Per i suoi peccati e per la sua arroganza la "Verità" lo condanna a provare tutta la disperazione che si merita e quindi lo fa assorbire dal portale.

## Abilità
Padre è il più potente alchimista della serie insieme a Van Hohenheim. Egli è infatti in grado di utilizzare l'alchimia senza muoversi e aggirando il principio dello scambio equivalente. Inoltre, dopo che anche Scar lo attacca, il Padre non solo riesce a resistere all'alchimia distruttiva dell'ishvalan, ma addirittura gliela rivolge contro. La capacità di bloccare l'alchimia di Amestris è dovuta all'azione di filtraggio, fra superficie e crosta terrestre, che egli provoca rilasciando le anime della propria pietra filosofale lungo i tubi che attraversano lo stato, il che gli permette di assorbire, rilasciare o limitare a proprio piacimento l'alchimia, abilità che invece non ha effetto con l'arte Rentan. Infine, può creare la pietra filosofale "piangendola" dal proprio corpo e infonderla nel corpo di esseri umani creando dunque homunculus su base umana. Tuttavia pare che non possa creare più di sette pietre filosofali, ciascuna delle quali corrisponde a ognuno dei sette homunculus da lui creati: infatti riesce a ridar vita a Greed (del quale aveva riassorbito la pietra filosofale), ma non a Lust, la cui pietra è stata carbonizzata da Mustang.
Come da lui stesso affermato, l'unico essere in grado di competergli è Van Hohenheim, il suo creatore.
Una volta assorbita dentro di sé la Verità, il Padre accresce enormemente il suo potere fino ad ottenere ciò che potrebbe essere considerato come l'onnipotenza. Diviene infatti capace di manipolare l'energia e la materia nella loro massima estensione con la propria mente, trasformare qualsiasi cosa in qualcos'altro su qualsiasi scala e creare qualsiasi forza di qualsiasi grandezza. Grazie a ciò può manipolare i fenomeni atmosferici, dar vita a reazioni nucleari, creare campi di forza e generare esseri umani. Può perfino creare un sole in miniatura nel palmo della mano. Tuttavia per contenere dentro di sé il potere della Verità necessita di mantenere al suo interno anche l'energia di milioni di vite umane, di gran lunga superiore a quella posseduta dalla pietra filosofale all'interno del suo corpo, ed a causa di questa debolezza verrà sconfitto.